# Ster van Zwolle 2023
La Ster van Zwolle 2023, sessantatreesima edizione della corsa, valevole come prova dell'UCI Europe Tour 2023 categoria 1.2, si svolse il 4 marzo 2023 per un percorso di 176,7 km, con partenza e arrivo a Zwolle, nei Paesi Bassi. La vittoria fu appannaggio dell'olandese Coen Vermeltfoort, il quale completò il percorso in 3h55'48" alla media di 44,960 km/h, precedendo i connazionali Martijn Budding e Loe van Belle.
Al traguardo di Zwolle sono stati 101 i ciclisti, dei 172 partiti, portarono a termine la competizione.

## Squadre e corridori partecipanti[1]
| N.      | Cod. | Squadra                        |
| ------- | ---- | ------------------------------ |
| 1-7     | VWE  | VolkerWessels Cycling Team     |
| 11-17   | ABC  | Abloc CT                       |
| 21-27   | ALQ  | Allinq Continental Cyclingteam |
| 31-37   | BCY  | BEAT Cycling Club              |
| 41-47   | DDS  | Development Team DSM           |
| 51-57   | JVD  | Jumbo-Visma Development Team   |
| 61-67   | MET  | Metec-Solarwatt p/b Mantel     |
| 71-77   | SRT  | Scorpions Racing Team          |
| 81-87   | TDT  | TDT-Unibet                     |
| 91-97   | LTP  | Leopard Togt Pro Cycling       |
| 101-107 | MSA  | Motala AIF Serneke Allebike    |
| 111-117 |      | WV West-Frisia                 |
| 121-127 | TAT  | Tartu2024 Cycling Team         |

| N.      | Cod. | Squadra                           |
| ------- | ---- | --------------------------------- |
| 131-137 | LKH  | Team Lotto-Kern Haus              |
| 141-147 | XSU  | XSpeed United Continental         |
| 151-157 |      | JEGG-DJR Academy                  |
| 161-167 |      | John Deere Cycling Team-NVWG      |
| 171-177 |      | Monda Vakantieparken-IJsselstreek |
| 181-187 |      | OWC Oldenzaal-AWV de Zwaluwen     |
| 191-197 |      | Sensa-Kanjers voor Kanjers        |
| 201-207 |      | Team Sportforum p/b Myfitness     |
| 211-217 |      | WV De Hanzerenners                |
| 221-227 |      | WRV De Peddelaars                 |
| 231-237 |      | Regioteam Noord-Nederland         |
| 241-247 |      | TWC De Kempen                     |

## Ordine d'arrivo (Top 10)
| Pos. | Corridore         | Squadra       | Tempo    |
| ---- | ----------------- | ------------- | -------- |
| 1    | Coen Vermeltfoort | VolkerWessels | 3h55'48" |
| 2    | Martijn Budding   | TDT-Unibet    | s.t.     |
| 3    | Loe van Belle     | Jumbo DT      | s.t.     |
| 4    | Joren Bloem       | TDT-Unibet    | s.t.     |
| 5    | Mārtiņš Pluto     | Abloc         | s.t.     |
| 6    | Joshua Huppertz   | Lotto-Kern    | s.t.     |
| 7    | Rick Ottema       | Allinq        | s.t.     |
| 8    | Cedric Pries      | Leopard       | s.t.     |
| 9    | Jesse Kramer      | Jumbo DT      | s.t.     |
| 10   | Lars Hohmann      | Metec         | s.t.     |